# Darkside Blues (film)
Darkside Blues (ダークサイド・ブルース?, Dākusaido Burūsu) è un film d'animazione giapponese del 1994, prodotto da J.C.Staff sotto la direzione di Yoriyasu Kogawa, basato su una sceneggiatura di Mayori Sekijima e adattamento dell'omonimo manga di Hideyuki Kikuchi e Yuho Ashibe.

## Trama
In un futuro distopico dominato dalla Persona Century Corporation - entità senza scrupoli che ha acquisito quasi tutti i territori terrestri - il dissenso viene represso con metodi brutali. Tra le poche zone rimaste libere spicca Kabuki-cho, ribattezzata "Il lato oscuro di Tokyo", dove opera Messiah, un gruppo di resistenza guidato dall'enigmatica Mai. In questo scenario emerge Darkside, un uomo misterioso sigillato in un'altra dimensione diciotto anni prima dalla stessa Persona Century. Dotato di un potere mistico di rinnovamento, Darkside riappare a Kabuki-cho per proteggere gli abitanti e sostenere la ribellione, diventando un simbolo di speranza contro l'oppressione corporativa.

## Distribuzione
Il film è stato distribuito nelle sale cinematografiche dalla Toho l'8 ottobre 1994. Central Park Media lo ha concesso in licenza per un pubblico nordamericano e lo ha pubblicato per la prima volta in VHS il 6 maggio 1997. In Italia è stato pubblicato da Yamato Video in VHS e DVD nel 1995.

## Accoglienza
Helen McCarthy in 500 Essential Anime Movies definisce il film "uno dei film più suggestivi" degli anni '90. Loda il design, ma afferma che "i design lussureggianti sono quasi superati dalla traccia di sottofondo ben realizzata, con un montaggio foley superiore e una musica jazz e atmosferica".